# Chrome Shelled Regios
Chrome Shelled Regios (яп. 鋼殻のレギオス Ко:каку но Рэгиосу, неоф. рус. «Хромированный Региос») — серия лайт-новел Сюсукэ Амаги с иллюстрациями художника Мию, публикующаяся в журнале «Dragon Magazine». Общий тираж превысил 4.5 млн копий. В 2007 году серия была удостоена премии Light Novel Award в категории «Школьная тематика».
Также были выпущены 3 манга-адаптации:
- Иллюстратором Мию в журнале «Dragon Age Pure»
- Иллюстратором Нодокой Киёсэ в журнале «Monthly Dragon Age»
- Иллюстратором Ватари в журнале «Beans Ace»

Кроме того были созданы ёнкома, побочный лайт-новел «Legend of Regios» и аниме-сериал производства студии «Zexcs».

## Сюжет
В постапокалиптическом будущем люди вынуждены жить в гигантских подвижных городах, защищённых куполами, спасаясь от огромных (во много раз больше человека) насекомоподобных тварей, заполонивших планету. Чтобы распределять оставшиеся природные ресурсы устраиваются бои между городами, в связи с чем особое внимание уделяется физической и психологической подготовке бойцов.
Лейфон Алсейф, юноша с выдающимися боевыми навыками, поступает в военную академию города Зеллни, где его записывают в 17-й взвод «неудачников». Однако познакомившись ближе со своими новыми друзьями, он понимает, что готов и может доверить им свою жизнь.

## Терминология
- Региос — большой мобильный город на платформе, покрытой куполом, с помощью которого он может по воле Электронной Феи, живущей внутри него, перемещаться по земле.
- Электронная Фея — специфическое искусственное существо, созданное учёными-людьми, которое управляет Региосом и поддерживает в нём жизнь. Без Феи город не может существовать. Электронная Фея, чей город был разрушен, превращается в т. н. Хайкидзоку.
- Грязевые Монстры — гигантские существа различной формы, нападающие на Региосы и способные их разрушить.
- Ки — магическая сила, источник силы и энергии.

## Персонажи

### Основные
- Лейфон Вольфстейн Алсейф

Главный персонаж произведения. Бывший обладатель Клинка Небес. В лайт-новел описывается как «обладатель чайного цвета волос и голубых глаз». После поступления в академию был определён в 17 взвод.
Сэйю — Нобухико Окамото (аниме), Хиро Симоно (Drama CD)
- Нина Анталк

Симпатичная блондинка с голубыми глазами. Девушка-капитан 17 взвода. Требовательна к своим подчинённым, но в то же время искренне за них переживает. Хочет защитить Зеллни. Говорила, что не понимает Лейфона и ненавидит его, но вскоре влюбляется в него.
Сэйю — Аяхи Такагаки (аниме), Сидзука Ито (Drama CD)
- Фелли Лосс

Девушка-психокинетик 17 взвода. Младшая сестра Калиана Лосс. Влюблена в Лейфона.
Сэйю — Маи Накахара (аниме), Риэ Кугимия (Drama CD)
- Шарнид Элиптон

Студент-четырёхгодник и самый возрастной член 17 взвода. В его внешности выделяются пронзительные зелёные глаза. За год до основного сюжета аниме входил в 10 взвод.
Сэйю — Кисё Танияма (аниме), Дайсукэ Оно (Drama CD)
- Харли Суттон

Механик 17 взвода, одногодка Нины и её друг детства. В боевых действиях участия не принимает. Технический член команды. Имеет зелёные волосы и пепельные глаза.
Сэйю — Дайсукэ Сакагути (аниме), Кохэй Киясу (Drama CD)

### Жители Зеллни
- Калиан Лосс

Глава студенческого совета и старший брат Фелли.
Сэйю — Такэхито Коясу (аниме), Дайсукэ Хиракава (Drama CD)
- Мейшен Торинден

Студентка первого курса Liberal Arts Department. Нежная и робкая девушка, каждый раз смущающаяся при встрече с Лейфоном. Зачастую из-за волнения заикается. Имеет длинные чёрные волосы.
Сэйю — Асука Окамэ (аниме), Саори Гото (Drama CD)
- Мифи Роттен

Студентка первого курса Liberal Arts Department. Любознательная девушка. Лучшая подруга Мейшен и Наруки, которых ласково называет Мейти и Накки соответственно.
Сэйю — Эри Сэндай (аниме), Рёко Синтани (Drama CD)
- Ванзе Холди

Капитан 1 взвода и советник президента по вопросам военной стратегии.
Сэйю — Юдзи Уэда (аниме)

#### 10 взвод
- Динн Ди

Капитан 10 взвода, который по ходу действия сюжета не был активен как воинское подразделение.
Сэйю — Косукэ Ториуми (аниме)
- Далшена Че Мателна

Девушка, бывшая служащая 10 взвода, впоследствии завербованная в 17-й, когда понадобилась временная замена Лейфону после получения им травмы.
Сэйю — Юй Кано (аниме)

#### 5 взвод
- Горнео Лакенс

Капитан сильнейшего из взводов, пятого. Один из крупнейших военачальников Зеллни.
Сэйю — Хадзимэ Иидзима (аниме)
- Шанте Лайте

Член 5 взвода. Несмотря на невысокий рост и детскую внешность отлично справляется со своими обязанностями.
Сэйю — Ами Косимидзу (аниме)

#### Городская полиция
- Формед Гарен

Глава полиции города Зеллни.
Сэйю — Макото Ясумура (аниме)
- Герлни Наруки

Студентка первого курса Military Arts Department. Хорошая подруга Мейшен и Мифи.
Сэйю — Фуюка Оура (аниме), Юко Кайда (Drama CD)

## Аниме-сериал
| Зрительский рейтинг        | Зрительский рейтинг        | Зрительский рейтинг        |
| (на 16 сентября 2010 года) | (на 16 сентября 2010 года) | (на 16 сентября 2010 года) |
| -------------------------- | -------------------------- | -------------------------- |
| Сайт                       | Оценка                     | Голосов                    |
| Anime News Network         | · ссылка                   | 611                        |
| AniDB                      | · ссылка                   | 1290                       |

Трансляция аниме-адаптации производства студии Zexcs началась в январе, а закончилось в июне 2009 года. Сюжет представляет собой переработку манги, где некоторые моменты были упущены, в связи с чем возможен выход продолжения. В 2010 году было объявлено, что права на показ сериала в Северной Америке приобрела компания Funimation Entertainment.
Открывающая композиция: «Brave your truth» (исполнена Daisy × Daisy)
Закрывающие композиции:
1. «Yasashii Uso (ヤサシイウソ)» (Chrome Shelled)
2. «Yasashii Uso w/z Felli Loss 「ヤサシイウソ w/z フェリ・ロス」» (Chrome Shelled и Фелли Лосс — серии 4,9,11)
3. «Yasashii Uso w/z Nina Antalk 「ヤサシイウソ w/z ニーナ・アントーク」» (Chrome Shelled и Нина Анталк — серии 5,7,10)
4. «Yasashii Uso w/z Leerin Marfes 「ヤサシイウソ w/z リーリン・マーフェス」» (Chrome Shelled и Лирин Марфес — серии 6,12)
5. «Ai no Zuellni (愛のツェルニ)» by Chrome Shelled (серии 13-15,17-22,24)
6. «Ai no Zuellni w/z Mayshen Torinden» (愛のツェルニ w/z メイシェン・トリンデン) (Chrome Shelled и Мейшен Ториндер — серия 16)
7. «Ai no Zuellni w/z Leerin Marfes» (愛のツェルニ w/z リーリン・マーフェス) (Chrome Shelled и Лирин Марфес — серия 23)

| Список серий | Список серий | Список серий     | Список серий |
| № серии      | Заглавие | Трансляция       |              |
| ------------ | --- | ---------------- | ------------ |
| 01           | The Conscious City «Ishiki o motsu toshi» (意識を持つ都市)                                                                        | 10 января, 2009  |              |
| 02           | Capture the Flag! «Furaggu o dasshu seyo!» (フラッグを奪取せよ!)                                                                  | 17 января, 2009  |              |
| 03           | Electronic Fairy Zuellni «Denshi Seirei Tsueruni» (電子精霊ツェルニ)                                                              | 24 января, 2009  |              |
| 04           | Disarmanment! Put on the Maid Outfit! «Busō kaijo! Meido Fuku o Chakuyō Seyo !» (武装解除!メイド服を着用せよ!)                    | 31 января, 2009  |              |
| 05           | The Enemy that Hides in the Land of Death «Shi no Daichi ni Hisomu Teki» (死の大地に潜む敵)                                       | 7 февраля, 2009  |              |
| 06           | Letter from Grendan «Gurendan kara no Tegami» (グレンダンからの封書(てがみ))                                                      | 14 февраля, 2009 |              |
| 07           | Adamandite, Restoration «Adamandaito, Fukugen» (複合錬金鋼(アダマンダイト)、復元)                                                 | 21 февраля, 2009 |              |
| 08           | The Enemy of the Past, Now a Ghost Town «Katsute no Teki wa Haito to Narihate» (かつての敵は廃都と成り果て)                       | 28 февраля, 2009 |              |
| 09           | The Qualifications of a Heavens Blade Receiver «Tenken Jujusha no Shikaku» (天剣授受者の資格)                                     | 7 марта, 2009    |              |
| 10           | Lucken's Revenge «Rukkensu No Fukushū» (ルッケンスの復讐)                                                                         | 14 марта, 2009   |              |
| 11           | Spa Resort Karian «Supa Rizōto Karian» (スパ·リゾート·カリアン)                                                                   | 21 марта, 2009   |              |
| 12           | Gentle Lie «Yasashii Uso» (ヤサシイウソ)                                                                                          | 28 марта, 2009   |              |
| 13           | Feelings Hiding in the Barrel of a Gun «Jūshin ni Himeta Omoi» (銃身に秘めた想い)                                                 | 4 апреля, 2009   |              |
| 14           | Haikizoku Appears «Haikizoku Arawaru» (廃貴族現る)                                                                                | 11 апреля, 2009  |              |
| 15           | Unreaching Feelings «Todokanai Kimochi» (届かない気持ち)                                                                          | 18 апреля, 2009  |              |
| 16           | Zuellni Rampage, Filth Monsters Attack «Tseruni Bōsō, Osenjū Shūgeki» (ツェルニ暴走、汚染獣襲撃)                                  | 25 апреля, 2009  |              |
| 17           | The Salinvan Guidance Mercenary Gang Goes To Battle «Sarinban Kyōdō Yōheidan, Shutsujin!» (サリンバン教導傭兵団、出陣!)           | 2 мая, 2009      |              |
| 18           | Nina Disappears! Emergency at Zuellni. «Nīna Shōshitsu! Tsueruni Kinkyū Jitai» (ニーナ消失!ツェルニ緊急事態)                      | 9 мая, 2009      |              |
| 19           | Guided Encounter «Michibikareta Deai» (導かれた出会い)                                                                            | 16 мая, 2009     |              |
| 20           | Night Before The Intercity Match «Toshisen Zen'ya» (都市戦前夜)                                                                   | 23 мая, 2009     |              |
| 21           | Felli Stolen «Ubawareta Feri» (奪われたフェリ)                                                                                    | 30 мая, 2009     |              |
| 22           | Invincible City Lance Shelled Regios, Grendan Approaches «Muteki no Sōkaku Toshi Gurendan Semaru» (無敵の槍殻都市グレンダン迫る!) | 6 июня, 2009     |              |
| 23           | Pieces of Ignasis «Igunashisu no Kakera» (イグナシスの欠片)                                                                       | 13 июня, 2009    |              |
| 24           | The City That Is to Be Born «Taidō Suru Toshi» (胎動する都市)                                                                     | 20 июня, 2009    |              |